# Ermeni Suleyman Pascià
Ermeni Suleyman Pascià letteralmente "Solimano l'armeno", in armeno Էրմենի Սուլեյման Փաշա?, definito "Koca" (in turco: il grande) (Malatya, 1607 – Istanbul, 28 febbraio 1687) è stato un politico ottomano di origine armena.
Fu Gran Visir dell'Impero Ottomano dal 19 agosto 1655 al 28 febbraio 1656. Ha frequentato la scuola dell'Enderûn. Fu governatore di Sivas poi di Erzurum. Nel 1656 sposò la figlia del sultano Ahmed I, Ayşe Sultan, che morì l'anno seguente. Dopo essere stato retrocesso dalla posizione di Gran Visir, fu nominato prima beilerbei della Bosnia e poi Caimacam di Istanbul, Özü e di nuovo Erzurum. Dopo quest'ultima posizione, si ritirò e morì a Istanbul.